# Liste des monuments historiques de Cortenbergh
Cette page regroupe l'ensemble des monuments classés de la commune de Cortenbergh.
| Objet                                                   | Statut du classement? | Année de construction/architecte | Section communale | Adresse               | Coordonnées                      | Numéro d'inventaire | Illustration                                            |
| ------------------------------------------------------- | --------------------- | -------------------------------- | ----------------- | --------------------- | -------------------------------- | ------------------- | ------------------------------------------------------- |
| (nl) Villa Lurmann                                      | Oui                   |                                  | Kortenberg        | Leuvensesteenweg 330  | 50° 53′ 20″ nord, 4° 32′ 54″ est | 200116              | (nl) Villa Lurmann                                      |
| (nl) Onze-Lieve-Vrouwekapel                             |                       |                                  | Erps-Kwerps       | Balkenstraat          | 50° 55′ 36″ nord, 4° 35′ 22″ est | 39886               | (nl) Onze-Lieve-Vrouwekapel                             |
| (nl) Onze-Lieve-Vrouwekerk                              |                       |                                  | Kortenberg        | Kloosterstraat 1      | 50° 53′ 09″ nord, 4° 32′ 32″ est | 43352               | (nl) Onze-Lieve-Vrouwekerk                              |
| (nl) Onze-Lieve-Vrouwekapel                             |                       |                                  | Kortenberg        | Kapellestraat         | 50° 53′ 19″ nord, 4° 32′ 18″ est | 43353               | (nl) Onze-Lieve-Vrouwekapel                             |
| (nl) Benedictijnenvrouwenabdij                          | Oui                   |                                  | Kortenberg        | Abdijdreef 19         | 50° 53′ 11″ nord, 4° 32′ 52″ est | 43354               | (nl) Benedictijnenvrouwenabdij                          |
| (nl) Benedictijnenvrouwenabdij                          | Oui                   |                                  | Kortenberg        | Abdijdreef 22         | 50° 53′ 11″ nord, 4° 32′ 52″ est | 43354               | (nl) Benedictijnenvrouwenabdij                          |
| (nl) Benedictijnenvrouwenabdij                          | Oui                   |                                  | Kortenberg        | Minneveldstraat 34    | 50° 53′ 11″ nord, 4° 32′ 52″ est | 43354               | (nl) Benedictijnenvrouwenabdij                          |
| (nl) Benedictijnenvrouwenabdij                          | Oui                   |                                  | Kortenberg        | Minneveldstraat 36    | 50° 53′ 11″ nord, 4° 32′ 52″ est | 43354               | (nl) Benedictijnenvrouwenabdij                          |
| (nl) Benedictijnenvrouwenabdij                          | Oui                   |                                  | Kortenberg        | Minneveldstraat 38    | 50° 53′ 11″ nord, 4° 32′ 52″ est | 43354               | (nl) Benedictijnenvrouwenabdij                          |
| (nl) Benedictijnenvrouwenabdij                          | Oui                   |                                  | Kortenberg        | Minneveldstraat 42    | 50° 53′ 11″ nord, 4° 32′ 52″ est | 43354               | (nl) Benedictijnenvrouwenabdij                          |
| (nl) Benedictijnenvrouwenabdij                          | Oui                   |                                  | Kortenberg        | Minneveldstraat 44    | 50° 53′ 11″ nord, 4° 32′ 52″ est | 43354               | Téléverser                                              |
| (nl) Hoeve XVIXVIII (heden brouwerij)                   |                       |                                  | Kortenberg        | Kiewitstraat 4        | 50° 53′ 12″ nord, 4° 32′ 40″ est | 43355               | (nl) Hoeve XVIXVIII (heden brouwerij)                   |
| (nl) Zandstenen rondboogdeurtje                         |                       |                                  | Kortenberg        | Kiewitstraat 34       | 50° 53′ 08″ nord, 4° 32′ 41″ est | 43356               | (nl) Zandstenen rondboogdeurtje                         |
| (nl) Pastorie, dubbelhuis IHS /1634                     | Oui                   |                                  | Kortenberg        | Kiewitstraat 35       | 50° 53′ 05″ nord, 4° 32′ 44″ est | 43357               | (nl) Pastorie, dubbelhuis IHS /1634                     |
| (nl) Parochiekerk Sint-Martinus van Tours               | Oui                   |                                  | Everberg          | Annonciadenstraat 8   | 50° 52′ 42″ nord, 4° 34′ 13″ est | 43358               | (nl) Parochiekerk Sint-Martinus van Tours               |
| (nl) De Mérodekasteel                                   |                       |                                  | Everberg          | Prinsendreef 91-93-97 | 50° 52′ 58″ nord, 4° 34′ 02″ est | 43359               | (nl) De Mérodekasteel                                   |
| (nl) Domein van de Commissie van Openbare Onderstand va |                       |                                  | Everberg          | Kwikstraat 2          | 50° 52′ 40″ nord, 4° 34′ 23″ est | 43360               | Téléverser                                              |
| (nl) Domein van de Commissie van Openbare Onderstand va |                       |                                  | Everberg          | Twee Leeuwenstraat 15 | 50° 52′ 40″ nord, 4° 34′ 23″ est | 43360               | (nl) Domein van de Commissie van Openbare Onderstand va |
| (nl) Grote hoeve                                        |                       |                                  | Everberg          | Dalemstraat 3         | 50° 52′ 45″ nord, 4° 34′ 17″ est | 43361               | (nl) Grote hoeve                                        |
| (nl) Langshuis                                          | Oui                   |                                  | Everberg          | Dalemstraat 9         | 50° 52′ 46″ nord, 4° 34′ 20″ est | 43363               | (nl) Langshuis                                          |
| (nl) Windmolen van het bovenkruiertype                  |                       |                                  | Everberg          | Annonciadenstraat 33  | 50° 52′ 32″ nord, 4° 34′ 08″ est | 43364               | (nl) Windmolen van het bovenkruiertype                  |
| (nl) Boerenhuis 1628                                    |                       |                                  | Everberg          | Blokstraat 1          | 50° 52′ 38″ nord, 4° 34′ 13″ est | 43366               | (nl) Boerenhuis 1628                                    |
| (nl) Boerenhuis 1628                                    |                       |                                  | Everberg          | Gemeentehuisstraat 7  | 50° 52′ 38″ nord, 4° 34′ 13″ est | 43366               | Téléverser                                              |
| (nl) Boswachtershuisje, paviljoen ca. 1750              |                       |                                  | Everberg          | Prinsendreef 99       | 50° 52′ 52″ nord, 4° 33′ 58″ est | 43367               | (nl) Boswachtershuisje, paviljoen ca. 1750              |
| (nl) Kasteelhoeve, boerenhuis 1647                      |                       |                                  | Everberg          | Steenhofstraat 35     | 50° 52′ 47″ nord, 4° 33′ 57″ est | 43368               | (nl) Kasteelhoeve, boerenhuis 1647                      |
| (nl) Parochiekerk Sint-Antonius                         |                       |                                  | Meerbeek          | St.-Antoniusstraat 24 | 50° 52′ 57″ nord, 4° 35′ 09″ est | 43369               | (nl) Parochiekerk Sint-Antonius                         |
| (nl) Pastorie, dubbelhuis                               |                       |                                  | Meerbeek          | St.-Antoniusstraat 21 | 50° 52′ 55″ nord, 4° 35′ 09″ est | 43370               | (nl) Pastorie, dubbelhuis                               |
| (nl) Hoeve                                              |                       |                                  | Meerbeek          | Goedestraat 37        | 50° 53′ 19″ nord, 4° 35′ 53″ est | 43372               | (nl) Hoeve                                              |
| (nl) Parochiekerk Sint-Amandus                          | Oui                   |                                  | Erps-Kwerps       | Dorpsplein 17         | 50° 54′ 13″ nord, 4° 33′ 29″ est | 43373               | (nl) Parochiekerk Sint-Amandus                          |
| (nl) Pastorie                                           |                       |                                  | Erps-Kwerps       | Dorpsplein 14         | 50° 54′ 12″ nord, 4° 33′ 33″ est | 43374               | (nl) Pastorie                                           |
| (nl) Hoekhuis                                           |                       |                                  | Erps-Kwerps       | Dorpsplein 1          | 50° 54′ 14″ nord, 4° 33′ 26″ est | 43375               | (nl) Hoekhuis                                           |
| (nl) Langshuis                                          |                       |                                  | Erps-Kwerps       | Dorpsplein 6          | 50° 54′ 13″ nord, 4° 33′ 25″ est | 43376               | (nl) Langshuis                                          |
| (nl) Langshuis 1792                                     |                       |                                  | Erps-Kwerps       | Paddestraat 20        | 50° 54′ 14″ nord, 4° 33′ 39″ est | 43378               | (nl) Langshuis 1792                                     |
| (nl) Huis Van Hamme, 1642, dubbelhuis                   |                       |                                  | Erps-Kwerps       | Peperstraat 16        | 50° 54′ 17″ nord, 4° 33′ 32″ est | 43379               | (nl) Huis Van Hamme, 1642, dubbelhuis                   |
| (nl) Twee woningen                                      |                       |                                  | Erps-Kwerps       | Peperstraat 32        | 50° 54′ 16″ nord, 4° 33′ 27″ est | 43380               | (nl) Twee woningen                                      |
| (nl) Langshuis ANNO 1664                                |                       |                                  | Erps-Kwerps       | Peperstraat 62        | 50° 54′ 13″ nord, 4° 33′ 19″ est | 43382               | (nl) Langshuis ANNO 1664                                |
| (nl) Hoeve, Schaevenberghof                             |                       |                                  | Erps-Kwerps       | Dorpsplein 15         | 50° 54′ 13″ nord, 4° 33′ 36″ est | 43383               | (nl) Hoeve, Schaevenberghof                             |
| (nl) Wyneghemhof                                        |                       |                                  | Erps-Kwerps       | Wijnegemhofstraat 199 | 50° 53′ 22″ nord, 4° 34′ 22″ est | 43384               | (nl) Wyneghemhof                                        |
| (nl) Parochiekerk Sint-Petrus                           |                       |                                  | Erps-Kwerps       | Kwerpsebaan 287       | 50° 54′ 18″ nord, 4° 34′ 09″ est | 43385               | (nl) Parochiekerk Sint-Petrus                           |
| (nl) Kasteeldomein Hof ter Bruggen                      | Oui                   |                                  | Erps-Kwerps       | Oudebaan 43           | 50° 54′ 19″ nord, 4° 33′ 49″ est | 43386               | (nl) Kasteeldomein Hof ter Bruggen                      |
| (nl) Kapel Onze-Lieve-Vrouw-van-Goeden-Bijstand         | Oui                   |                                  | Erps-Kwerps       | Oudebaan              | 50° 54′ 16″ nord, 4° 33′ 51″ est | 43387               | (nl) Kapel Onze-Lieve-Vrouw-van-Goeden-Bijstand         |
| (nl) Steekboogdeuren                                    |                       |                                  | Erps-Kwerps       | Bruulstraat 19        | 50° 54′ 33″ nord, 4° 35′ 04″ est | 43388               | (nl) Steekboogdeuren                                    |
| (nl) Hoeve met bijgebouwen                              |                       |                                  | Erps-Kwerps       | Bruulstraat 22        | 50° 54′ 31″ nord, 4° 35′ 03″ est | 43389               | (nl) Hoeve met bijgebouwen                              |
| (nl) Langshuis 1784                                     |                       |                                  | Erps-Kwerps       | Bruulstraat 35        | 50° 54′ 28″ nord, 4° 35′ 08″ est | 43390               | (nl) Langshuis 1784                                     |
| (nl) Langshuis                                          |                       |                                  | Erps-Kwerps       | Kwerpsebaan 310       | 50° 54′ 11″ nord, 4° 33′ 59″ est | 43391               | (nl) Langshuis                                          |
| (nl) Pastorie, dubbelhuis                               |                       |                                  | Erps-Kwerps       | Kwerpsebaan 326       | 50° 54′ 13″ nord, 4° 34′ 03″ est | 43392               | (nl) Pastorie, dubbelhuis                               |
| (nl) Hoeve, woonhuis                                    |                       |                                  | Erps-Kwerps       | Haaggatstraat 100     | 50° 54′ 25″ nord, 4° 35′ 03″ est | 43393               | (nl) Hoeve, woonhuis                                    |
| (nl) Hoeve met woonhuis, aanhorigheden, inrijpoort 1729 | Oui                   |                                  | Erps-Kwerps       | Oudebaan 34           | 50° 54′ 14″ nord, 4° 33′ 50″ est | 43395               | (nl) Hoeve met woonhuis, aanhorigheden, inrijpoort 1729 |
| (nl) Kasteelhoeve                                       | Oui                   |                                  | Erps-Kwerps       | Oudebaan 59           | 50° 54′ 17″ nord, 4° 33′ 54″ est | 83617               | (nl) Kasteelhoeve                                       |